# نسيمة ضاهر
نسيمة ضاهر (1 سبتمبر  1957 -)، ممثلة سورية. عملت في الدبلجة والتمثيل في المسرح والتلفزيون. وهي حاصلة على إجازة من «المعهد العالي للفنون المسرحية» وهي مخرجة إذاعية لعدد من البرامج.

## من أعمالها

### من المسرحيات
- سوء تفاهم.
- غويا.
- المفتش العام.
- نابولي مليونيرة.
- أحلك الأوقات.
- هواية الحيوانات الزجاجية.
- غني و ثلاثة فقراء.

### من المسلسلات
- الخائن
- المواجهة.
- قبض الريح.
- حرائر النساء.
- رقصة الحباري.
- البواسل.
- بقايا صور.
- رمح النار.
- الحقيقة.
- الأيدي الدافئة.
- الشرخ.
- البواسل.
- فارس بني مروان.
- بقايا صور.
- وردة لخريف العمر.
- حب في زمن الكومبيوتر.
- جميل و هناء.
- هموم عائلية.
- القلاع.
- الفراري .
- الرحيل إلى الوجه الآخر.
- التلاؤم.
- أمانة في أعناقكم.
- الأخوة.
- المقامات.
- السجينان.
- زمن الحب و الحرب.
- أمهات.
- الحور العين.
- المارقون.
- المحروس.
- أحلام زائفة
- للشو الحكي.
- أبله نوره.
- ممرات ضيقة.
- الذاهبة
- عندما يزهر الخريف 2
- أصعب قرار

## في الدوبلاج
- جومانجي . بدور جودي.
- الفرقة م 7
- فيكي الفايكنج
- أسطورة زورو بدور لوليتا.

## روابط خارجية
- نسيمة ضاهر على موقع قاعدة بيانات الأفلام العربية